# Tantilla robusta
Tantilla robusta este o specie de șerpi din genul Tantilla, familia Colubridae, descrisă de Canseco-márquez, Mendelsohn și Gutiérrez-mayén în anul 2002. Conform Catalogue of Life specia Tantilla robusta nu are subspecii cunoscute.